# Червени чипове
Червени чипове (Опростен китайски: 红筹股; традиционен китайски: 紅籌股; пинин: hóng chóu gǔ; Jyutping: hung4 chau4 gu2) е борсов термин за акциите на компании от континентален Китай, регистрирани и котирани на борсата в Хонконг. Те са базирани в Китай и се контролират, пряко или косвено, от правителството на Китайската народна република, но листването им на хонконгската борса позволява набирането на чуждестранни инвестиции.
Терминът е въведен от икономиста от Хонконг Алекс Танг през 1992 г. по подобие на понятието сини чипове, като червеният цвят се свързва със социалистическата икономическа философия на Китайската народна република. 
Индексът „Хан Сен“ на свързани с Китай компании (на английски: Hang Seng China-Affiliated Corporations, (HSCACI)) е борсов индекс от 25 компании с червени чипове.

## Списък на компании - червени чипове
Към 30 септември 2020 г. има 267 компании червени чипове, сред които са:
- АПТ Сателайт холдингс
- China Aerospace International Holdings
- Китайска международна инвестиционна банка
- China Energine
- China Mobile Ltd
- China Overseas Land and Investment
- China Petroleum &amp; Chemical Corporation
- China Resources Enterprise
- China Telecom Corp., Ltd.
- China Unicom (Hong Kong) Limited
- China Zheshang Bank
- Чунцинска компания за желязо и стомана
- Cosco Shipping
- Goldwind
- Guangzhou Automobile Group Co Ltd
- Lenovo
- Ресурси на Пекинския университет (фондове)
- PetroChina
- SMIC
- Tong Ren Tang
- Пивоварна на Циндао
- Zijin Mining Group
- ZTE Corporation